# Cumbre de Paz de Nelson Mandela
La Asamblea General de las Naciones Unidas decide convocar una reunión plenaria de alto nivel de la Asamblea General, que se denominará la Cumbre de Paz de Nelson Mandela, un día antes del inicio del debate general de la Asamblea en su septuagésimo tercer período de sesiones, que consistirá en una sesión plenaria de apertura, que se celebrará de las 9.30 a las 10.30 horas, y una sesión plenaria, que se celebrará de las 10.30 a las 18.00 horas, y se centrará en la paz mundial en honor del centenario del nacimiento de Nelson Mandela.

## Cumbre de Paz de Nelson Mandela
El 22 de diciembre de 2017 La Asamblea General de la ONU en la Resolución 72/243 decide convocar una reunión plenaria de alto nivel de la Asamblea General, que se denominará la Cumbre de Paz de Nelson Mandela.

La Asamblea General, reconociendo los llamamientos del Secretario General para que se asuma el compromiso renovado de prevenir los conflictos y sostener la paz con el apoyo a la prevención, la solución de conflictos y el mantenimiento de la paz, la consolidación de la paz, los derechos humanos y las iniciativas de desarrollo a largo plazo,
Recordando su resolución 64/13, de 10 de noviembre de 2009, en la que, entre otras cosas, reconoció los valores de Nelson Mandela y su dedicación al servicio de la humanidad a través de su labor humanitaria en los ámbitos de la solución de conflictos, las relaciones interraciales, la promoción y protección de los derechos humanos, la reconciliación, la igualdad entre los géneros, los derechos de los niños y otros grupos vulnerables, y la defensa de las comunidades pobres y subdesarrolladas, así como la defensa de las comunidades pobres y subdesarrolladas, y reconoció también su contribución a la lucha por la democracia a nivel internacional y a la promoción de una cultura de paz en todo el mundo,
Acogiendo con beneplácito el apoyo de todos los Estados Miembros, las organizaciones del sistema de las Naciones Unidas y otras organizaciones internacionales, así como de la sociedad civil, incluidas las organizaciones no gubernamentales y los particulares, a la celebración anual del Día Internacional de Nelson Mandela,
Observando que en 2018 se cumplirá el centenario del nacimiento del difunto Nelson Mandela,
1. Decide convocar una reunión plenaria de alto nivel de la Asamblea General, que se denominará la Cumbre de Paz de Nelson Mandela.
Organización de las Naciones Unidas